# E. M. W. Tillyard
Eustace Maudeville Wetenhall Tillyard (* 1889 in Cambridge; † 1962) war ein britischer Literaturwissenschaftler, Shakespeare-Gelehrter und Hochschullehrer.

## Leben
Tillyard besuchte eine Schule in Lausanne und ging dann an die Perse School in Cambridge, wo er anschließend am Jesus College Klassische Altertumswissenschaften studierte. Seine Studien, insbesondere in Archäologie, vertiefte er an der British School at Athens in Athen. 1913 kehrte er als Fellow an das Jesus College zurück.
Im Ersten Weltkrieg war er in Frankreich und an der Front in Griechenland eingesetzt. Dort war er zuletzt Verbindungsoffizier zwischen den britischen Einheiten und der griechischen Armee.
In den folgenden Jahren lehrte er am Jesus College Anglistik, dessen Master er darüber hinaus von 1945 bis zu seinem Lebensende 1959 wurde. Sein wissenschaftliches Interesse wandte sich jedoch der Literatur Englands in der Renaissance zu.
Seit 1952 war er Mitglied der British Academy.

## Werk und Wirken
Tillyards bekanntestes Werk ist The Elizabethan World Picture, in dem er Hintergrundinformationen zur Elisabethanischen Literatur gibt, z. B. auch zu William Shakespeares Werk, und mit dem er das einflussreiche Konzept des elisabethanischen Weltbildes geprägt hat. Weitere bedeutende Werke sind die zu John Milton.

## Veröffentlichungen
- 1914: The Athenian Empire and the Great Illusion.
- 1923: The Hope vases. A catalogue and a discussion of the Hope collection of Greek vases with an introduction on the history of the collection and on late Attic and south Italian vases.
- 1923: Lamb's Criticism. A Selection from the Literary Chritisism of Charles Lamb.
- 1939: mit C. S. Lewis: The Personal Heresy. A Controversy.
- 1942: The Elizabethan World Picture. A Study of the Idea of Order in the Age of Shakespeare.
  - 1998: Nachdruck der Auflage von 1942: Pimlico Books, London, ISBN 0-7126-6606-0.
- 1943: The Action of Comus. Oxford.
- 1944: Shakespeare's history plays.
- 1946: Milton.
- 1947: The Miltonic Setting. Past and Present.
- 1949: Shakespeare's Problem Plays. Chatto and Windus, London.
- 1951: Shakespeare's Last Plays. Chatto and Windus, London.